# Cruel Summer (Taylor Swift)

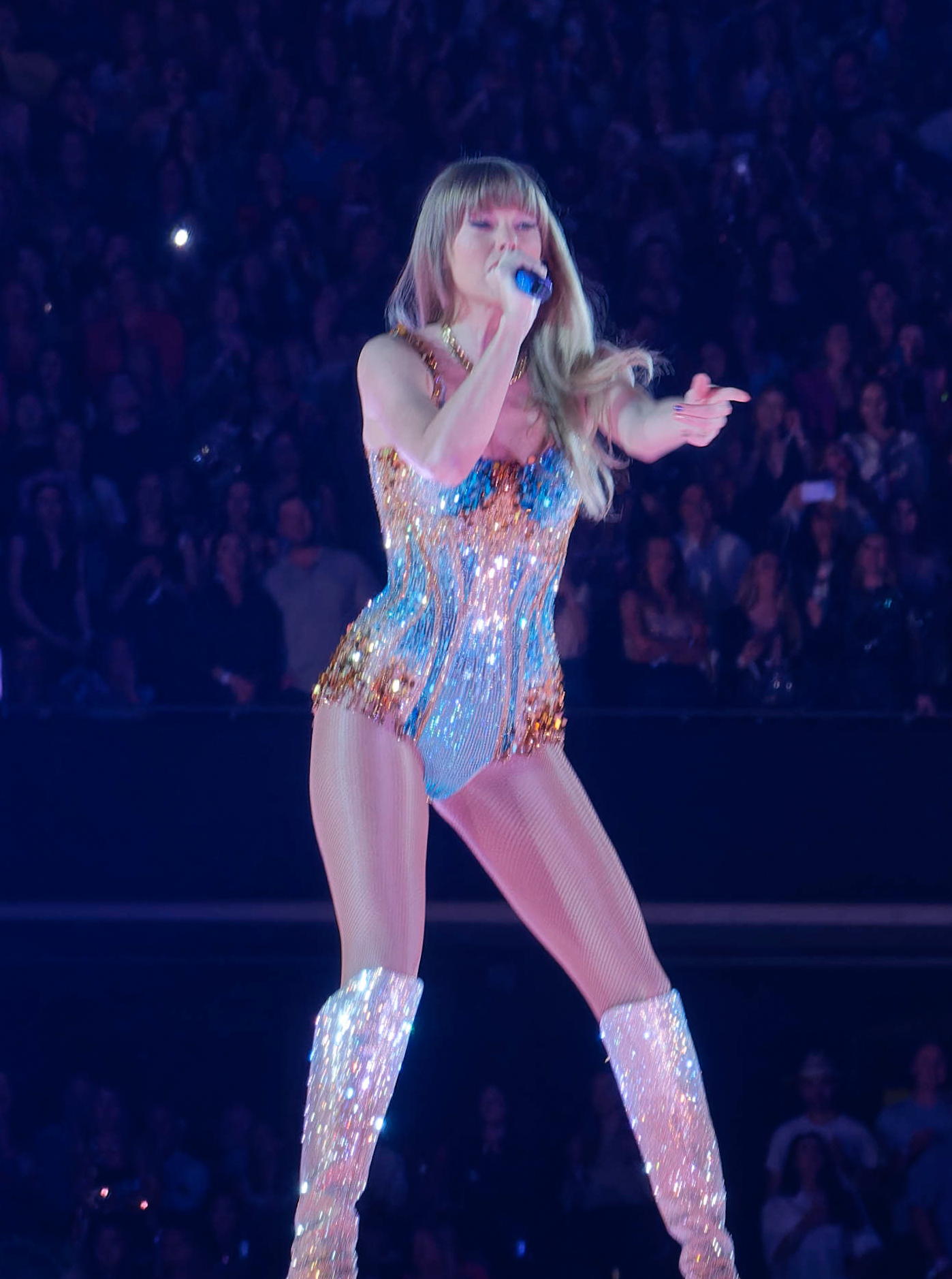
"Cruel Summer" werd opnieuw populair nadat Swift het opnam in de setlist van de Eras Tour in 2023.

Cruel Summer is een nummer van de Amerikaanse singer-songwriter Taylor Swift.
Het is afkomstig van haar zevende studioalbum Lover uit 2019. Bijna vier jaar na uitkomen van dit album werd "Cruel Summer" als vijfde single van het album uitgebracht.  Swift schreef en produceerde het nummer samen met St. Vincent en Jack Antonoff. In "Cruel Summer" worden elementen van synthpop, industriële pop en electropop gecombineerd en vergezeld met uitgebreide synthesizertracks. De tekst van het nummer gaat over een ingewikkelde zomerse romance.
"Cruel Summer" kreeg positieve recensies voornamelijk vanwege de pakkende melodie compositie van de hook en bridge. Eindejaarslijsten van Billboard en Rolling Stone noemden het een van de beste nummers van 2019. Verschillende rececenten  beschouwden het als een hoogtepunt op Lover en een van Swift's beste nummers.
Na de release van het album in 2019 kwam "Cruel Summer" in de top-30 van verschillende nationale hitlijsten, waaronder de Billboard Hot 100 in de Verenigde Staten, ondanks dat het niet op single was uitgebracht. Swift was van plan dit in 2020 te doen maar door de coronapandemie werd dit uiteindelijk pas 2023. Bij de Eras Tour (2023-2024) is "Cruel Summer" een van de openingsnummers op de setlist. Vanwege de grote populariteit van de tour werd het nummer opnieuw populair. Als gevolg hiervan bracht Republic Records het nummer op 20 juni 2023 uit als de vijfde single van Lover. "Cruel Summer" is Swifts tiende nummer-1 hit geworden in de Billboard Hot 100 lijst. In tal van landen bereikte "Cruel Summer" de top 10. Zo haalde het de achtste positie in de Nederlandse Top 40.
De Amerikaanse singer-songwriter Olivia Rodrigo zong in 2020 een cover van het nummer voor MTVs Alone Together Jam Session. Rodrigo's hit "Deja Vu" uit 2021 is geïnspireerd op het nummer en Rodrigo noemt Swift, Antonoff en St. Vincent dan ook als co-auteurs van het nummer.

## Tracklijst
- Digitale download

1. "Cruel Summer" - 2:58

- Streaming – The Cruelest Summer

1. "Cruel Summer" (Live from The Eras Tour) - 3:48
2. "Cruel Summer" (LP Giobbi-remix) - 3:12
3. "Cruel Summer" (LP Giobbi-remix - extended version) - 4:13
4. "Cruel Summer" - 2:58

## NPO Radio 2 Top 2000
| Nummer met noteringen in de NPO Radio 2 Top 2000 | '23  | '24 |
| ------------------------------------------------ | ---- | --- |
| Cruel Summer                                     | 1846 | 518 |

1. ↑  Een vetgedrukt getal geeft de hoogste notering aan.
2. ↑  2023 was het eerste jaar met een notering voor dit nummer.